# Yohann Vincent
Pour les articles homonymes, voir Vincent.
Yohann Vincent, né le 28 mai 1979 à  Vichy, est un triathlète français, champion de France de triathlon en 2008.

## Biographie

### Jeunesse
Yohann Vincent commence le triathlon à l'âge de 15 ans à la suite d'une découverte qu'il fait lors d'un « France Iron Tour » à Vichy, dans sa région natale, et se passionne dès lors pour ce sport. Il participe à sa première compétition lors d'un championnat scolaire et termine 4e de la catégorie cadet. Après quelques années dans les clubs de Vichy et de Montluçon, il entre au CREPS de Boulouris où, sous la houlette de l'entraîneur Pierre Houseaux, il obtient un premier podium en prenant la seconde place des championnats de France en catégorie junior.

### Carrière en triathlon
Yohann Vincent remporte son premier titre national en triathlon en 2008, en s'imposant lors du championnat de France devant Nicolas Becker et Sylvain Sudrie. Il monte également sur le podium des championnats d'Europe de duathlon en prenant la troisième place de l'épreuve.
L’année 2013 signe son retour sur le circuit professionnel. Il s'engage sur de nombreuses courses régionales et remporte quelques succès servant à une remise en forme. Il intègre également dans son cycle de préparation un engagement dans le championnat d'Europe de duathlon longue distance, pratique qu'il découvre à cette occasion sur cette distance. Il signe son retour au niveau international en participant à une étape de la coupe d'Europe de triathlon à Istanbul et prend la troisième place de l’épreuve.
En 2014, il continue de participer à de nombreuses compétitions régionales renommées, comme le triathlon de La Baule dont il remporte l'épreuve au format M, en 2 h 1 min 11 s.

### Reconversion
Après cinq années en tant que professionnel, Yohann Vincent fait le choix de mettre un terme à ce statut tout en continuant de s'engager sur des compétitions dans la catégorie élite. Il reprend son emploi de maître-nageur à Vichy et crée une structure d'entrainement pour triathlètes. En 2013, il prend une disponibilité pour se consacrer de nouveau à plein temps au triathlon et envisage de s'engager sur des longues distances.

## Palmarès
Le tableau présente les résultats les plus significatifs (podium) obtenus sur le circuit international et  national de triathlon,  duathlon et aquathlon depuis 2005.
| Année | Compétition                                         | Pays     | Position           | Temps           |
| ----- | --------------------------------------------------- | -------- | ------------------ | --------------- |
| 2013  | Coupe d'Europe - l'étape d'istanbul                 | Turquie  | Médaille de bronze | 1 h 50 min 47 s |
| 2011  | Coupe d'Europe - l'étape de Antaya                  | Turquie  | Médaille d'or      | 1 h 41 min 51 s |
| 2009  | Coupe d'Europe - l'étape de Ferrol                  | Espagne  | Médaille d'or      | 1 h 51 min 21 s |
| 2009  | Triathlon de Gérardmer                              | France   | Médaille d'argent  | 2 h 6 min 14 s  |
| 2008  | Championnats de France courte distance              | France   | Médaille d'or      | 1 h 48 min 55 s |
| 2008  | Championnats d'Europe de duathlon                   | Grèce    | Médaille de bronze | 1 h 45 min 23 s |
| 2008  | Coupe d'Europe - l'étape de Split                   | Croatie  | Médaille de bronze | 1 h 49 min 59 s |
| 2007  | Championnats de France d'aquathlon                  | France   | Médaille d'or      | 1 h 0 min 23 s  |
| 2005  | Grand Prix de triathlon - Étape des Sables-d'Olonne | France   | Médaille d'or      | Timing          |
| 2005  | Coupe d'Europe - l'étape de Holten                  | Pays-Bas | Médaille de bronze | 1 h 50 min 1 s  |